# وليام ماكدوغال (عالم نفس)
كان وليام ماكدوغال (22 يونيو 1871 - 28 نوفمبر 1938) الحاصل على زمالة الجمعية المليكة، عالم نفس في أوائل القرن العشرين قضى الجزء الأول من حياته المهنية في المملكة المتحدة والجزء الأخير في الولايات المتحدة. كتب عددًا من الكتب ذات التأثير الكبير، وكان مهمًا بشكل خاص في تطويره نظرية الغريزة وعلم النفس الاجتماعي في العالم الناطق باللغة الإنجليزية. كان معارضًا لنظرية السلوكيات، وكان يقف إلى حد ما خارج الاتجاه السائد لتطور الفكر النفسي الأنجلو أمريكي في النصف الأول من القرن العشرين؛ لكن عمله كان معروفا جدًا ومحترمًا بين عموم الناس.

## السيرة الذاتية
تلقى ماكدوغال تعليمه في كلية أوينز في مانشستر وكلية سانت جون في كامبريدج. درس أيضًا الطب والفسيولوجيا في لندن وغوتنغن. بعد التدريس في كلية لندن الجامعية وأكسفورد، عُيّن لشغل منصب ويليام جيمس لعلم النفس في جامعة هارفارد في عام 1920، حيث شغل منصب أستاذ في علم النفس من 1920 إلى 1927. ثم انتقل إلى جامعة دوك، حيث أسس مختبر التخاطر النفسي تحت إشراف جاي. بي. راين، وبقي هناك حتى وفاته. وكان زميلًا في الجمعية الملكية. من بين طلابه سيريل بيرت وماي سميث وويليام براون وجون فوغل.
كانت اهتمامات ماكدوغال وتعاطفه واسعا النطاق. كان مهتمًا بعلم تحسين النسل، لكنه ابتعد عن الداروينية الجديدة التقليدية في التأكيد على إمكانية وراثة الخصائص المكتسبة، على النحو الذي اقترحه جان باتيست لامارك؛ فقام بالعديد من التجارب المصممة لإظهار هذه العملية. وفي معارضته للنظرية السلوكية، جادل بأن السلوك عمومًا موجه الهدف ومفيد، وهو نهج أسماه علم النفس الغرائزي (من اليونانية «الدافع»).
ومع ذلك، في نظرية الدافع، دافع عن الفكرة القائلة بأن الأفراد تُحفزهم عدد كبير من الغرائز الموروثة والتي قد لا يُدركون تصرفاتها، وبالتالي قد لا يفهمون دائمًا أهدافهم الخاصة. أثرت أفكاره حول الغريزة بشدة على كونراد لورنز رغم عدم اعتراف لورنز دائمًا بهذا. اختبر ماكدوغال التحليل النفسي مع كارل يونج، وكان مستعدًا أيضًا لدراسة علم النفس التخاطري.

بسبب اهتمامه بعلم تحسين النسل وموقفه غير التقليدي من التطور، اعتُبر ماكدوغال شخصية مميزة من قبل مؤيدي التأثير القوي للصفات الموروثة على السلوك، والذين يُعتبر بعضهم من قبل معظم علماء النفس السائدون على أنهم عنصريون علميّون. كتب:
«... العدد القليل من الزنوج المميزين في أمريكا –من أمثال دوغلاس وبوكر واشنطن ودو بواس- كانوا في اعتقادي في جميع الحالات من المولاتو أو كانت لديهم نسبة من الدم الأبيض. قد نعزو إلى حد ما عجز العرق الزنجي في تشكيل أمّة إلى نقص الرجال المتمتعين بصفات القادة العظماء، أكثر من المستوى الأدنى من القدرة المتوسطة» (ماكدوغال، ويليام، عقل المجموعة، صفحة 187، مطبعة أرنو، 1973؛ حقوق الطبع والنشر، 1920 من قبل أبناء جي. بِي. بوتنام).
تزوج ماكدوغال عندما بلغ من العمر 29 عامًا («خلافًا لمبادئي المُعتبرة»، فقد ذكر في مقالته عن السيرة الذاتية: «لأنني رأيت أن الرجل الذي كان شأنه المختار في الحياة هو أن يتطور إلى أقصى درجات قواه الفكرية فيجب ألا يتزوج قبل الأربعين، أو على الإطلاق»). كان لديه خمسة أطفال.
تلقى كتاب ماكدوغال «عقل المجموعة» آراء عدائية للغاية من علماء النفس ولكنه بيع بمقدار جيد للجمهور. انتقدت الصحافة الأمريكية ماكدوغال حيث نظرت إلى محاضراته حول تحسين النسل على أنها عنصرية.

## البحوث النفسية
كان ماكدوغال مدافعًا قويًا عن المنهج العلمي والمهنية الأكاديمية في مجال البحوث النفسية. كان له دور فعال في تأسيس علم التخاطر النفسي كتخصص جامعي في الولايات المتحدة في أوائل الثلاثينيات من القرن العشرين. في عام 1920، شغل ماكدوغال منصب رئيس جمعية البحوث النفسية، وفي السنة اللاحقة لنظيرتها الأمريكية، الجمعية الأمريكية للبحوث النفسية.
كان ماكدوغال عضوًا في لجنة مجلة ساينتيفك أمريكان التي أجرت تحقيقًا عن الوسيط الروحي مينا كراندون. حضر جلسات مع الوسيط الروحي وكان متشككًا في «يدها الإيكتوبلسمية». كان يعتقد أنّها جزء من حيوان تم التلاعب به بشكل مصطنع ليشابه اليد. أُكّدت شكوك ماكدوغال من قبل خبراء مستقلين قاموا بفحص صور اليد.
كان ماكدوغال ينتقد الروحانية، واعتقد أن بعض مؤيديها مثل آرثر كونان دويل أساؤوا فهم البحوث النفسية و«كرسوا أنفسهم للدعاية». في عام 1926، استنتج ماكدوغال التالي: «شاركت في عدد كبير من التحقيقات حول الظواهر الخارقة المزعومة؛ لكن حتى الآن فشلت في العثور على أدلة مقنعة بكل الحالات، لكنني وجدت الكثير من الأدلة على الاحتيال والخداع.»
ومع ذلك، استمر ماكدوغال في تشجيع البحث العلمي حول الظواهر النفسية، وفي عام 1937 كان مؤسسا ومحررا مشاركا (مع جوزيف بانكس راين) لمجلة علم النفس التخاطري المحكّمة، والتي لا تزال تنشر الأبحاث.
المذهب الروحاني
في عام 1911، قام ماكدوغال بتأليف كتاب «الجسد والعقل: تاريخ ودفاع عن المذهب الروحاني». في هذا العمل، رفض كل من المادية (أو المذهب المادي) والداروينية ودعم شكلًا من أشكال اللاماركية حيث يُوجًّه التطور من قبل العقل. دافع ماكدوغال عن شكل من أشكال الروحانية إذ أنّ لكل الماديات جانب نفسي؛ كانت وجهات نظره مشابهة جدًا للفلسفة الروحية الشاملة لأنه كان يعتقد بوجود مبدأ حيوي في المادة وادعى في عمله أن هناك أدلة نفسية وبيولوجية على هذا الموقف. دافع ماكدوغال عن نظرية مفادها أن العقل والدماغ متمايزان ولكنهما يتفاعلان مع بعضهما البعض رغم عدم تبنيه الفلسفة الأحادية (أو الواحدية) أو الثنائية، إذ كان يعتقد أن نظريته عن الروحانية ستحل محل وجهات النظر الفلسفية الثنائية والأحادية. باعتباره أخصائي في التخاطر النفسي، ادّعى أيضًا أن التخاطر قد ثبت علميًا، واستخدم أدلة من البحوث النفسية وكذلك من البيولوجيا وعلم النفس للدفاع عن نظريته حول الروحانية.
أنتج ماكدوغال عملًا آخر يُهاجم المادية بعنوان «المادية والتطور الناشئ» (1929). في الكتاب، انتقد أيضًا نظرية التطور الناشئ إذ ادعى أنها تجاهلت أدلة اللاماركية وتجاهلت دليل التطور الموجّه بالعقل. انتقد آخر عمل لماكدوغال حول هذا الموضوع بعنوان «لغز الحياة» (1938) النظرية العضوية، فبحسب ماكدوغال رغم رفض النظرية العضوية للمادية، فهي لم تذهب بعيدًا بما فيه الكفاية في الدعوة إلى دور نَشط لمبدأ غير فيزيائي.

## منشورات مُنتقاة
أعمال وليام ماكدوغال
- النفس الفسيولوجي (1905)
- مقدمة لعلم النفس الاجتماعي. ميثون وشركاه، ص. 10، 355 (لندن 1908). ظهرت الطبعة الثانية في عام 1909.

أُعيد طباعة هذا الكتاب عدة مرات. على سبيل المثال، في عام 1960 نشرت يونيفرسيتي بيبرباكس، بعلامة مميزة لبارنز ونوبل وميثون وشركاؤه، طبعة جديدة للنسخة الثالثة والعشرين.
- الجسد والعقل: التاريخ والدفاع عن الروحانية (1913)
- عقل المجموعة: خريطة لمبادئ علم النفس الجماعي مع بعض المحاولات لتطبيقها على تفسير الحياة والشخصيات الوطنية (1920، أُعيد طبعه عام 1973)
- هل أمريكا آمنة للديمقراطية؟ ست محاضرات أُلقيت في معهد لويل في بوسطن تحت عنوان الأنثروبولوجيا والتاريخ، أو تأثير الدستور على مصائر الأمم (1921)
- مخطط علم النفس (1923)
- الخطوط العريضة لعلم النفس غير الطبيعي (1926)
- الشخصية وسلوك الحياة (1927)
- المادية الحديثة والتطور الناشئ (1929)
- طاقات الرجال (1932)

لغز الحياة (1938)
أعمال مارغريت بودين:
- شرح هادف في علم النفس (1972)

## وصلات خارجية
- وليام ماكدوغال (عالم نفس) على موقع الموسوعة البريطانية (الإنجليزية)
- وليام ماكدوغال (عالم نفس) على موقع إن إن دي بي (الإنجليزية)

- مؤلفات وليام ماكدوغال (عالم نفس) في مشروع غوتنبرغ
- أعمال أو نبذة عن وليام ماكدوغال على أرشيف الإنترنت